# Farm Security Administration
Die Farm Security Administration (FSA) wurde 1937 als Nachfolgerin der Resettlement Administration (RA) während der Politik des New Deal unter Franklin D. Roosevelt gegründet. Ihr Ziel war es, den Kleinbauern und der armen Landbevölkerung zu helfen. Die FSA wurde im Jahr 1946 aufgelöst. In Europa ist sie für ihre sozialdokumentarischen Fotografien des ländlichen Amerika während dieser Zeit bekannt.

## Überblick
Entstanden während des New Deal, war die Resettlement Administration (RA) ab 1935 ein Experiment zur Kollektivierung der Landwirtschaft, das die Farmer zusammenbrachte, um auf großen regierungseigenen Farmen moderne Techniken unter der Anleitung von Fachleuten zu erproben. Das Programm schlug fehl, weil die Farmer Eigentümer sein wollten; daher wurde es umgewandelt, um die Farmer beim Kauf von Land zu unterstützen. Die FSA wurde 1937 innerhalb des Landwirtschaftsministeriums aus drei verschiedenen Organisationen gebildet, nämlich der Subsistence Homestead Division of the Interior Department, Farmprojekten der Federal Emergency Relief Administration und der Resettlement Administration. Ursprünglich durch Erlass entstanden, wurde sie 1937 vom Kongress durch den Bankhead Jones Farm Tenant Act legitimiert. Rexford Tugwell hatte die Resettlement Administration ursprünglich geplant, war aber 1935 schon nicht mehr im Amt. Leiter der FSA wurde Will W. Alexander. Er war zusammen mit einigen Mitarbeitern auch ein Verfechter der Civil Rights, da im äußersten Süden der USA etwa ein Drittel der Klientel des FSA afrikanischer Abstammung war.

## Das Hilfsprogramm
Die RA und FSA kauften kleine Landwirtschaftsbetriebe auf, die wirtschaftlich nicht mehr existenzfähig waren, und gründeten 34 das Auskommen sichernde Gemeinschaften, in denen Gruppen von Farmern unter Anleitung von Regierungsmitarbeitern zusammenleben und einen gemeinsamen Landbesitz bearbeiten sollten. Ihnen war der Erwerb ihres Landes nicht gestattet, aus Angst, dass sie wieder in ihre uneffizienten Arbeitsweisen verfielen, wenn sie nicht durch RA und FSA angeleitet würden. Im Jahr 1936 klagte das Republican National Committee die RA an, dass die von ihnen unterstützten Gemeinschaften „kommunistisch orientiert“ (communistic in conception) seien; weiterhin klagten sie, dass Präsident Roosevelts RA staatliche Farmen etabliere, die dem russischen Vorbild folgten (“President Roosevelt’s Resettlement Administration is establishing communal farms which follow the Russian pattern.”). Sprecher von RA und FSA sagten, dass sie von Jefferson beeinflusst seien, und bestritten, einem sowjetischen Modell zu folgen. Ernstzunehmendere Opposition kam von den konventionellen Farmern, organisiert im Farm Bureau. Es prangerte „unentschuldbare Vergeudung, Verschwendung und Inkompetenz sowie den Missbrauch von Unterstützungsfonds für das Streben nach sozialistischen Zielen, schädlich für den amerikanischen Weg der Landwirtschaft“ an (inexcusable waste, extravagance, and incompetence, and the misuse of farm relief funds for the pursuit of socialistic objectives inimical to the American way of agriculture). RA und FSA hatten gespannte Verhältnisse sowohl zu den staatlichen landwirtschaftlichen Hochschulen als auch mit ihren extension services. Die FSA erhielt Unterstützung von James C. Patton von der radikaleren „National Farmers Union“ (NFU) und von Floridas Senator Claude Pepper.
Zahlreiche Sandstürme im Dust Bowl in den Great Plains vertrieben tausende besitzende Farmer, Pächter und Arbeiter, viele von ihnen (genannt „Okies“ oder „Arkies“) wanderten nach Kalifornien aus. Das FSA betrieb Camps für sie, beschrieben auch in John Steinbecks Früchte des Zorns.
RA und FSA gaben in der Zeit von 1936 bis 1943 unterweisende Hilfe für 455.000 Farmerfamilien. Im Juni 1936 schrieb Roosevelt: „Sie haben recht, die Farmer büßen durch eigenes Verschulden. Ich wünschte, sie hätten ein Gespräch mit Tugwell darüber, was er tut, um diese Farmer aufzuklären, damit sie Selbstversorger werden. Während des vergangenen Jahres hat seine Organisation 104.000 Farmerfamilien durch Betreuung und Ausbildung anhand von praktischen Beispielen zu Selbstversorgern gemacht. Das ist ein ziemlich gutes Ergebnis!“ (“You are right about the farmers who suffer through their own fault... I wish you would have a talk with Tugwell about what he is doing to educate this type of farmer to become self-sustaining. During the past year his organization has made 104.000 farm families practically self-sustaining by supervision and education along practical lines. That is a pretty good record!”)
Das primäre Ziel der FSA war nicht, Produkte oder Preise zu begünstigen. Roosevelts Agrarpolitik hatte versucht die landwirtschaftliche Produktion zu senken, damit die Preise stiegen. Als jedoch die landwirtschaftliche Produktion gesenkt war, litten die Pächter und kleinen Landbesitzer am meisten darunter, nicht genügend Ware auf den Markt bringen zu können, um die Pacht aufzubringen. Viele Pächter wollten Geld, um eigene Farmen zu kaufen, jedoch hatte das Landwirtschaftsministerium festgestellt, dass es zu viele Farmer gab, und es hatte auch kein Programm zum Aufkauf von Farmen. Statt Weiterbildung als Hilfe zu nutzen, sparten die Armen über einen längeren Zeitraum. Der Kongress jedoch verlangte, dass die FSA Farmpächtern helfen sollte Farmen zu erwerben. Es wurden 191 Millionen Dollar als Anleihen zur Verfügung gestellt, die irgendwann einmal zurückzuzahlen waren. Ein wesentlich größeres Programm, für 950.000 Farmpächter, umfasste 778 Millionen Dollar (mit effektiven Zinsen von 1 %). Ziel war es, die Bewirtschaftung der Farmen effizienter zu machen, deshalb wurden die Anleihen zum Kauf von neuen Maschinen, Lastwagen, Vieh oder zur Rückzahlung alter Schulden verwendet. Zu jeder Zeit wurden die Darlehensnehmer von einem Regierungsbeauftragten beraten. Beratung in Familienfragen stand ebenfalls auf dem Plan, so richtete die FSA ein Gesundheitsvorsorgeprogramm ein und unterrichtete die Farmerfrauen im Kochen und der Kindererziehung. Bis zu einem Drittel der Summe wurde nie zurückgezahlt, da die Farmpächter wegen der besseren Lebensbedingungen in die Stadt zogen.

## Das Fotoprogramm
RA und FSA sind auch bekannt für den Einfluss ihres Fotoprogramms. 1935–1944 waren Fotografen und Autoren engagiert, um die Notlage der armen Farmer zu dokumentieren und darüber zu berichten. Die Informationsabteilung der FSA war verantwortlich für die Bereitstellung von Aufklärungsschriften und Pressematerial für die Öffentlichkeit. Unter Roy Stryker machte es sich diese Abteilung zur Aufgabe, „Amerika den Amerikanern nahezubringen“ (introducing America to Americans). Viele der bekanntesten Fotografen der „Great Depression“ wurden von der FSA gefördert. Walker Evans, Dorothea Lange und Gordon Parks waren drei der bekanntesten bei der FSA beschäftigten Fotografen. Das FSA wurde auch in Gordon Parks’ autobiografischem Roman Trotz ungleicher Chancen beschrieben.

### Die Fotografen
Die Gruppe der Fotografen der FSA bestand aus:
Charlotte Brooks, Esther Bubley, Marjory Collins, Harold Corsini, Jack Delano, Arnold Eagle, Walker Evans, Theodor Jung, Dorothea Lange, Russell Lee, Sol Libsohn, Carl Mydans, Martha McMillan Roberts, Gordon Parks, Marion Post Wolcott, Edwin Rosskam, Louise Rosskam, Arthur Rothstein, Richard Saunders, Ben Shahn, John Vachon, Todd Webb

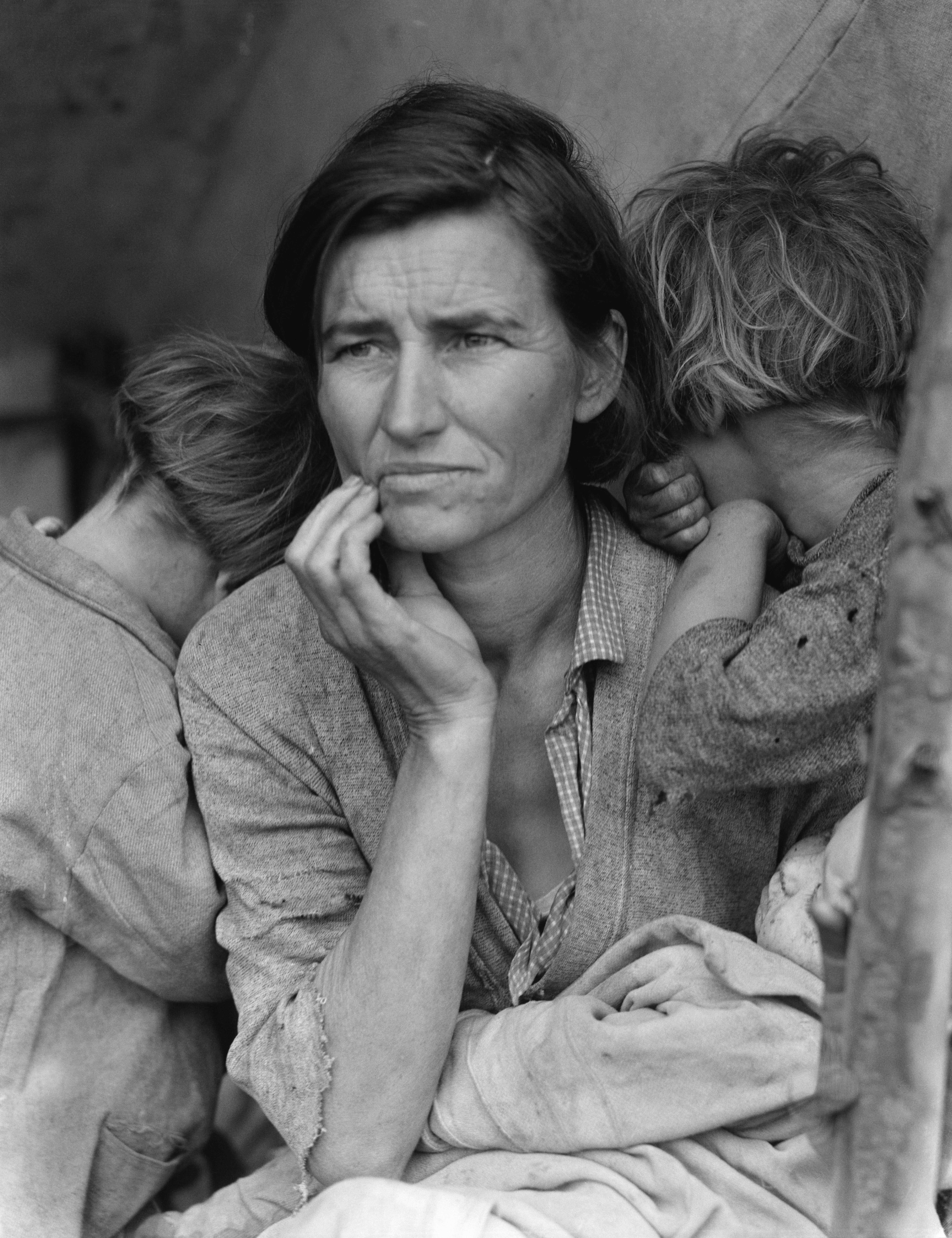
Das Foto Heimatlose Mutter von Dorothea Lange wurde zum wohl bekanntesten Bild, das im Rahmen des FSA-Projekts entstanden ist

Zusammen mit John Steinbecks Früchte des Zorns (ein Nichtregierungsprojekt) und dokumentierender Literatur (z. B. Walker Evans und James Agees Preisen will ich die großen Männer) ist das FSA-Fotografieprogramm mitverantwortlich für das Entstehen des Bildes der Depression in den USA. Viele der Fotografien erschienen in beliebten Zeitschriften. Die Fotografen standen unter der Kontrolle Washingtons as to what overall impression the New Deal wanted to give out. Strykers Programm konzentrierte sich auf sein Vertrauen in die Sozialarbeit, die ärmlichen Lebensbedingungen der Baumwollfarmer und die noch schlechteren der umherziehenden Wanderarbeiter. Darüber hinaus engagierte er sich für soziale Reformen, durch den Eingriff des New Deal in das Leben der Menschen. Stryker verlangte von den Fotografen, dass sie „die Leute mit dem Land in Beziehung setzten und umgekehrt“ (related people to the land and vice versa), weil diese Fotos die Position des RA stärkten, damit die Armut durch „Änderung der landwirtschaftlichen Praxis“ (changing land practices) kontrollierbar sei. Daher schrieb Stryker seinen Fotografen nicht vor, was sie zu fotografieren hätten, er sandte ihnen lediglich Listen möglicher Themen, z. B. Kirchen, Gerichtssitzungen oder Scheunen. Er suchte Bilder von Wanderarbeitern, die eine Geschichte ihres täglichen Lebens erzählten. Er bat Dorothea Lange um Fotos, die das Kochen, Schlafgelegenheiten, religiöses und soziales Leben betonten.
Die RA und FSA ließen 250.000 Bilder ländlicher Armut erstellen. Weniger als die Hälfte der Bilder überdauerte und sind nun in der Abteilung für Drucke und Fotos der Library of Congress untergebracht. Die Bibliothek hat nun alle 164.000 entwickelten Negative online gestellt. Von diesen sind ungefähr 77.000 unterschiedliche Originalabzüge und 644 Farbfotos von 1.600 Farbnegativen erstellt worden.

## Dokumentarfilme
Die RA förderte außerdem zwei Dokumentarfilme von Pare Lorentz, nämlich The Plow That Broke The Plains über die Erschließung des Dust Bowl und The River über die Bedeutung des Mississippi. Die Filme wurden von der Library of Congress als „kulturell wertvoll“ bezeichnet und für den Erhalt in der National Film Registry ausgewählt.

## Das Ende der FSA
Mit Beginn des Weltkrieges gab es Millionen von unbesetzten Fabrikarbeiterstellen in den Städten, so dass es keine Notwendigkeit mehr für die Existenz der FSA gab. Zu Ende des Jahres 1942 verlagerte Roosevelt die Wohnungsbauprogramme in die Nationale Wohnungsbaubehörde, und 1943 strich der Congress größtenteils die Gelder für die FSA. Die fotografische Abteilung wurde für ein Jahr dem United States Office of War Information (Kriegsinformationsministerium) unterstellt, lieferte in dieser Zeit Propaganda und wurde dann aufgelöst. Im Jahr 1946 schließlich waren die Sozialreformer entlassen und die FSA wurde durch eine neue Behörde ersetzt, die Farmers Home Administration, welche die Aufgabe der finanziellen Unterstützung von Farmpächtern, im Besonderen von Kriegsveteranen, beim Erwerb von Land übernahm, ohne diese durch Experten zu überwachen. Sie wurde Teil von Lyndon B. Johnsons Krieg gegen die Armut in den 1960er Jahren, mit einem großzügig ausgestatteten Budget von 4,2 Milliarden Dollar für das ländliche Amerika, um einkommensschwachen Bauernfamilien und Kooperativen ein Darlehen zu ermöglichen.

### Das Hilfsprogramm
- Sidney Baldwin: Poverty and Politics: The Rise and Decline of the Farm Security Administration. University of North Carolina Press, Chapel Hill 1968 (englisch).
- Greta de Jong: „With the Aid of God and the F.S.A.“: The Louisiana Farmers' Union and the African American Freedom Struggle in the New Deal Era. In: Journal of Social History. Band 34, Nr. 1, Oktober 2000, ISSN 0022-4529, S. 105–139, doi:10.1093/jsh/2000.0100 (englisch, Fall 2000).
- Michael Johnston Grant: Down and Out on the Family Farm: Rural Rehabilitation in the Great Plains, 1929–1945. University of Nebraska Press, Lincoln u. a. 2002, ISBN 0-8032-7105-0 (englisch).
- Lewis Meriam: Relief and Social Security. Brookings Institution, Washington 1946 (englisch).
- Bernard Sternsher: Rexford Tugwell and the New Deal. Rutgers University Press, New Brunswick u. a. 1964 (englisch).

### Das Fotoprogramm
- James Agee: Preisen will ich die großen Männer: drei Pächterfamilien. Schirmer-Mosel, München 1989, ISBN 3-88814-287-3.
- James Curtis: Mind's Eye, Mind's Truth: FSA Photography Reconsidered. Temple University Press, Philadelphia 1989, ISBN 0-87722-627-X (englisch).
- Pete Daniel: Official Images: New Deal Photography. Smithsonian Institution Press, Washington D.C. u. a. 1988, ISBN 0-87474-349-4 (englisch).
- Cara A. Finnegan: Picturing Poverty: Print Culture and FSA Photographs. Smithsonian Books, Washington D.C. u. a. 2003, ISBN 1-58834-118-6 (englisch).
- Andrea Fisher: Let us now Praise Famous Women. Women Photographers for the U.S. Government 1935 to 1944. Pandora Press, London 1987, ISBN 0-86358-123-4 (englisch).
- Carl Fleischhauer, Beverly W. Brannan (Hrsg.): Documenting America, 1935–1943. University of California Press, Berkeley u. a. 1988, ISBN 0-520-06221-3 (englisch).
- James Guimond: American Photography and the American Dream. University of North Carolina Press, Chapel Hill 1991, ISBN 0-8078-1946-8 (englisch, Kapitel 4 The Sign of Hard Times. S. 99–148).
- F. Jack Hurley: Portrait of a Decade: Roy Stryker and the Development of Documentary Photography in the Thirties. Da Capo Press, New York 1977, ISBN 0-306-80058-6 (englisch).
- Dorothea Lange, Paul Schuster Taylor: An American Exodus: A Record of Human Erosion. Reynal & Hitchcok, New York 1939; zweite Ausgabe Yale University Press, New Haven 1969 (englisch).
- Michael Leicht: Wie Katie Tingle sich weigerte, ordentlich zu posieren und Walker Evans darüber nicht grollte. transcript, Bielefeld 2006, ISBN 3-89942-436-0.
- Nicholas Natanson: The Black Image in the New Deal: The Politics of FSA Photography. University of Tennessee Press, Knoxville 1992, ISBN 0-87049-724-3 (englisch).
- Gordon Parks: Trotz ungleicher Chancen. Econ-Verlag, Düsseldorf/Wien 1967 DNB 457765607.
- John Steinbeck: Früchte des Zorns. Zsolnay, Wien 2002, ISBN 3-552-05191-0.
- Rudolf Stumberger: Klassen-Bilder. Sozialdokumentarische Fotografie 1900–1945. UVK-Verl.-Ges., Konstanz 2007, ISBN 978-3-89669-639-7.